# Copa Miami 1994
La Copa Miami 1994 fue la octava edición del tradicional torneo amistoso que se disputaba en la ciudad de Miami (Florida), Estados Unidos  en el mismo tomaron parte cuatro selecciones nacionales de América, la Selección Colombia que se preparaba para la Copa Mundial de Fútbol de 1994 se quedó con el título, el torneo se disputó entre el 3 y 5 de mayo.

## Participantes
- Colombia
- Honduras
- Perú
- El Salvador

## Resultados

### Cuadro general
|  | Semifinales       | Semifinales       |             |          | Final             | Final             |  |
|  | 3 de mayo de 1994 | 3 de mayo de 1994 |             |          | 5 de mayo de 1994 | 5 de mayo de 1994 |  |
|  |                   |                   |             |          |                   |                   |  |
|  |                   |                   |             |          |                   |                   |  |
|  | Colombia          | 1                 |             |          |                   |                   |  |
|  | Colombia          | 1                 |             |          |                   |                   |  |
|  | Perú              | 0                 |             |          |                   |                   |  |
|  | Perú              | 0                 |             | Colombia | 3                 |                   |  |
|  |                   |                   |             | Colombia | 3                 |                   |  |
|  |                   |                   | El Salvador | 0        |                   |                   |  |
|  | El Salvador       | 3                 | El Salvador | 0        |                   |                   |  |
|  | El Salvador       | 3                 |             |          |                   |                   |  |
|  | Honduras          | 1                 |             |          | Tercer lugar      | Tercer lugar      |  |
|  | Honduras          | 1                 |             |          | Tercer lugar      | Tercer lugar      |  |
|  |                   |                   |             |          |                   |                   |  |
|  |                   |                   |             |          | Perú              | 1                 |  |
|  |                   |                   |             |          | Perú              | 1                 |  |
|  |                   |                   |             |          | Honduras          | 2                 |  |
|  |                   |                   |             |          | Honduras          | 2                 |  |
|  |                   |                   |             |          |                   |                   |  |

### Semifinales
| 3 de mayo de 1994 | El Salvador          | 3:1 (3:0) | Honduras          | Orange Bowl, Miami             |                                |
|                   | Diaz Arce 6' 29' 36' |           | Nicolas Suazo 67' | Asistencia: 10000 espectadores | Asistencia: 10000 espectadores |

| 3 de mayo de 1994 | Colombia          | 1:0 (0:0) | Perú | Orange Bowl, Miami             |                                |
|                   | Harold Lozano 61' |           |      | Asistencia: 10000 espectadores | Asistencia: 10000 espectadores |

### 3.erPuesto
| 5 de mayo de 1994 | Honduras                                  | 2:1 (0:1) | Perú              | Orange Bowl, Miami            |                               |
|                   | Nicolas Suazo 76' · Milton Omar Nunez 87' |           | Percy Aguilar 31' | Asistencia: 8000 espectadores | Asistencia: 8000 espectadores |

### Final
| 5 de mayo de 1994 | Colombia                                                      | 3:0 (0:0) | El Salvador | Orange Bowl, Miami            |                               |
|                   | Antony de Ávila 53' · Harold Lozano 78' · Ivan Valenciano 85' |           |             | Asistencia: 8000 espectadores | Asistencia: 8000 espectadores |

| Colombia                   |
| Campeón Selección Colombia |
| 1.er título                |

## Distinciones individuales
Goleador de la Copa: Raúl Díaz Arce 3 goles